# 公職
公職（こうしょく、英語: public office）は、公の性格を持つ職及び職務のこと。

## 概説
主に公職選挙法やあっせん利得処罰法で定める衆議院議員、参議院議員などの国会議員、都道府県知事、市町村長などの首長、都道府県議会議員、市町村議会議員などの地方議員などを指す。
広義には国家公務員の官職や地方公務員の役職を含む。官職と併称して官公職と称することもある。
人事院規則一四―五（公選による公職）では、選挙によって選任された2021年3月31日までの海区漁業調整委員会公選委員、1956年9月30日までの教育委員や2016年3月31日までの農業委員会公選委員も公選による公職としていた。
1992年2月16日以降に収賄罪を犯して有罪確定になった者に対する執行猶予中や刑期満了から一定期間の公民権停止は対象者が公職在任時に犯した犯罪を要件としている。過去には公職ではない人物が収賄罪の執行猶予付き有罪確定になった際に、誤って執行猶予中に公民権が停止された例が存在する。
公職追放令では公職は「国会の議員、官庁の職員、地方公共団体の職員及び議会の議員並びに特定の会社、協会、報道機関その他の団体の特定の職員の職等」と定義されていた。
公職選挙法上の「公職の候補者となろうとする者」の定義は「立候補の意思を有している者」だけではなく「客観的に立候補の意思を有していると認められる者」を含めた概念とされている。